# ري ماكس
شركة ري ماكس (بالإنجليزية: RE / MAX )‏هي شركة أمريكية عالمية تعمل في مجال الإستثمار العقاري. فتشمل أعمالها البيع، والإيجار وتقديم الإستشارات والتسويق للعقارات. كما تعتمد الشركة على نظام حق الامتياز التجاري(بالإنجليزية: Franchise)‏. تأسست الشركة في عام 1973 من قبل المؤسس ديفيد غيل ولينجر في  دنفر، كولورادو، والتي لا تزال تملكها مؤسسيها. RE / MAX هو اختصار لعقارات الحد الأقصى. 
في عام 2010، أصبحت شركة خاصة يملك ويستون بريسيديو نسبة قليلة منها . في عام 2013، قدمت ري ماكس RE / MAX للاكتتاب العام.

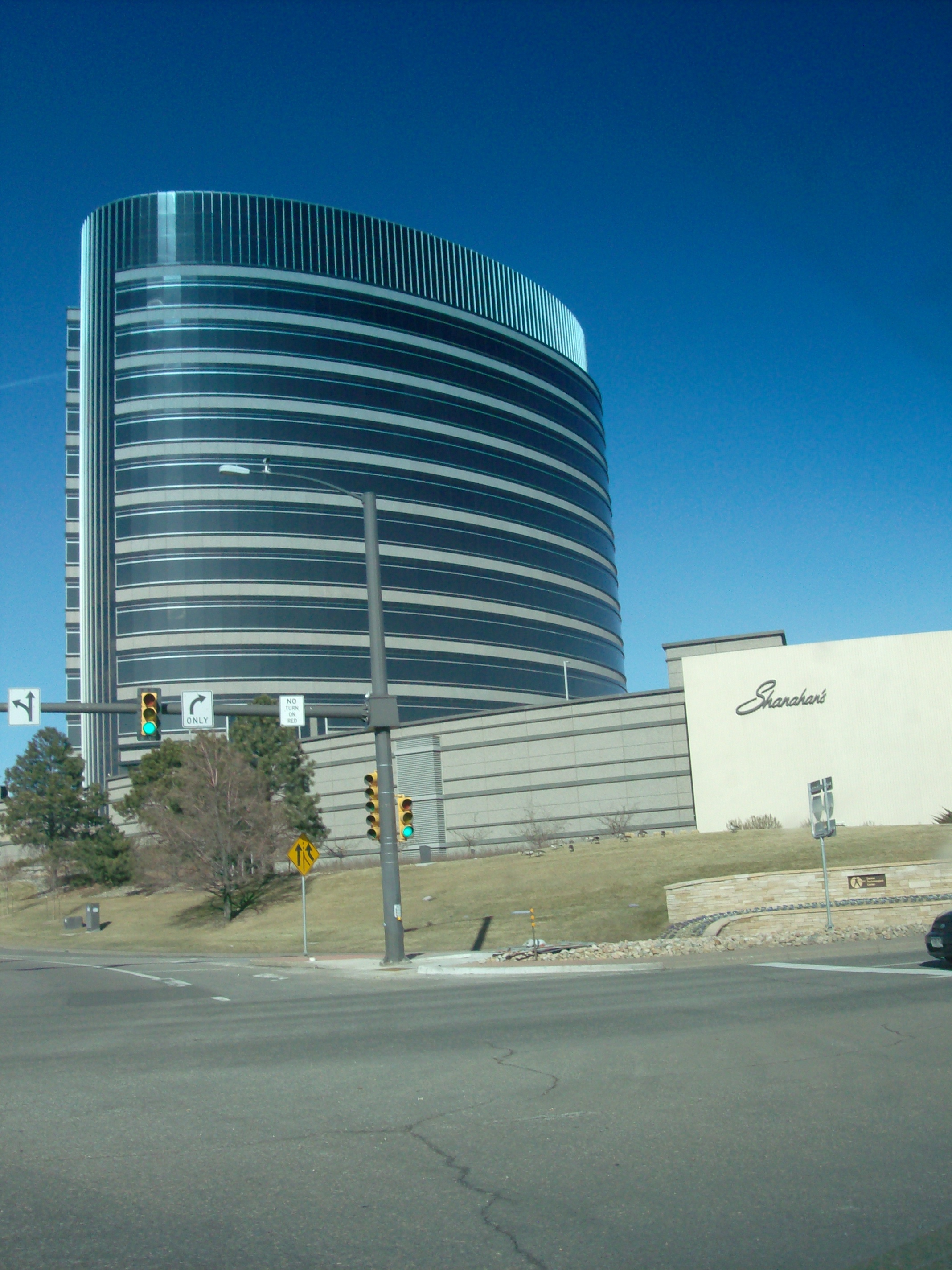
المقر الرئيسي لري ماكس بمركز التكنولوجيا بدنفر